# キッド (1921年の映画)
『キッド』（The Kid）は、1921年に公開されたサイレント映画。監督・脚本・主演（サウンド版では音楽も）チャーリー・チャップリン、助演ジャッキー・クーガン。Rotten Tomatoesの支持率100%の映画のうちの１つである。

## 解説

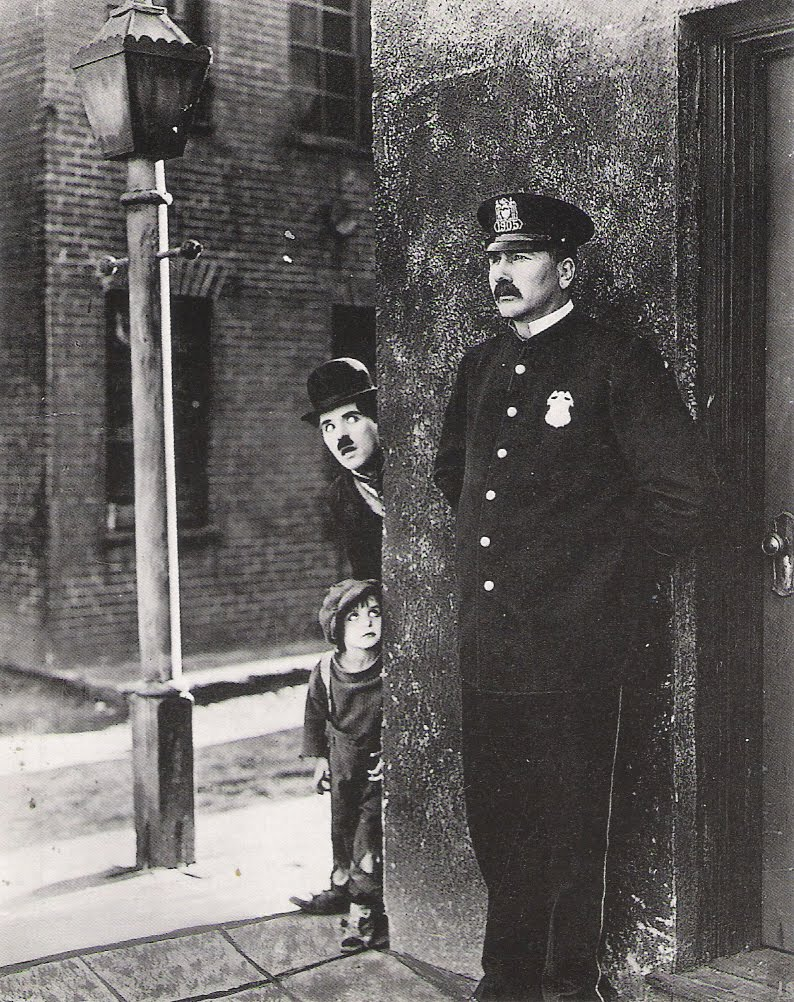
チャップリンとジャッキー・クーガン

『キッド』は、オープニングで「笑いと たぶん涙の物語」と語っている通り、映画史上初めて喜劇と悲劇の融合が効果的に取り入れられた長編喜劇映画である。
当時ヴォードヴィルの一芸人にすぎなかったジャッキー・クーガンは、これを期に映画界で最も有名な子役となった。チャップリンの研究家の多くは、チャップリンの第一子が制作開始の直前に死んでいることが、この映画での子供への親密な愛情表現につながっていると指摘している。貧困と金持ちの傲慢に関する描写は、チャップリンのロンドンでの体験が直接に反映されている。その後チャップリンは、アカデミー賞名誉賞の授賞式のため一時アメリカに滞在した1972年に、クーガンとの最後の再会を果たしている。劇中で魅惑的な天使を演じるリタ・グレイは、1924年から1927年までチャップリンの妻（2人目）となった。
後年チャップリンは、現代の観客にとって感傷的すぎると考えたシーンを削除し、映画の劇場再公開用に新しい音楽を作曲して録音した。この再編集版『キッド』は、1972年4月4日にニューヨークのフィルハーモニック・ホールでチャップリン出席のもと世界初公開された。

## あらすじ
ある婦人は、恋人の芸術家に捨てられ、慈善病院からひとり赤ん坊を抱いて退院する。彼女は悩んだあげく、路上に停車していた自動車の中に赤ん坊を置き去りにする。ところが車は二人組の泥棒に盗まれ、赤ん坊は貧民街に捨てられる。そこへ通りかかった放浪者が赤ん坊を見つける。彼は赤ん坊を乳母車を押す女性や足の悪い男に押し付けようとするが、拒絶され途方に暮れる。赤ん坊に母親がつけた「この子をよろしくお願いします」という手紙を見つけた男は、赤ん坊を自分のアパートに引き取り育てることにする。捨て子をした婦人は思い直して赤ん坊を探しに戻るが、車が盗まれていると知り、失神する。
5年後、成長したキッドは放浪者と共に、詐欺まがいのガラス窓修理で生計を立てながら暮らしていた。キッドを捨てた婦人は人気女優となり、貧民街に慈善活動にやってくる。彼女は偶然成長したキッドと再会し、おもちゃを与える。その後キッドは街のいじめっ子とけんかになるが、婦人がなだめる。加勢に行った放浪者はいじめっ子の兄と乱闘騒ぎになる。けんかは治まったが、婦人が熱を出したキッドを抱いて放浪者の家に連れてくる。往診した医師は、キッドが赤ん坊のとき身に着けていたという手紙を見て当局に通報し、孤児院の職員がキッドを無理矢理孤児院に連れていくが、放浪者は孤児院の車を追いかけてキッドを奪還する。
放浪者とキッドは安宿に泊まる。キッドには警察から1000ドルの懸賞金が掛けられていた。新聞でこれを見た宿の主人はキッドを眠っている間に抱き上げ、警察に駆け込む。キッドの母親である婦人は、キッドと再会を果たす。翌朝キッドがいなくなったことに気づいた放浪者は、探し疲れてアパートの入り口でうたたねする。彼は夢の中でキッドと天使になって空を飛んだり悪魔に惑わされたりする。
警官に起こされた放浪者は車に乗せられて豪邸に連れていかれる。キッドと母親と再会を果たし、家に招き入れられるところで物語は幕を閉じる。

## キャスト
- 放浪者 - チャールズ・チャップリン
- 捨て子の少年 - ジャッキー・クーガン
- 捨て子の母親 - エドナ・パーヴァイアンス
- 芸術家の男 - カール・ミラー（英語版）
- 自動車泥棒／木賃宿の男／夢の中の悪魔（三役） - アルバート・オースチン
- 興行主／木賃宿の管理人（二役） - ヘンリー・バーグマン
- 夢の中で放浪者を誘惑する天使 - リタ・グレイ
- 警官 - トム・ウィルソン
- 街の乱暴者 - チャールズ・F・ライスナー（英語版）
- パーティーの客／木賃宿のスリ／夢の中の悪魔（三役） - ジャック・クーガン・シニア
- 拳銃を持った自動車泥棒／夢の中の悪魔（二役） - アーサー・タラッソ（英語版）
- エドナのメイド／窓を割られたアパートの女主人（二役） - メイ・ホワイト（英語版）
- スラム街の看護婦 -  ネリー・ブライ・ベイカー（英語版）
- 医師 - ジュール・ハンフト
- 福祉職員 - フランク・キャンポウ（英語版）
- 芸術家の友人 - グランヴィル・レドモンド

## 製作
下町のシーンのいくつかが撮影されたオルベラ・ストリートは、撮影より10年ほど前、観光客向けにメキシコ風に改装された街である。当時オルベラはほとんど忘れ去られた狭苦しい街であり、汚い下町の雰囲気を強調するのに適していた。
撮影は9か月に及び、使用されたフィルムは完成した映画に使用されたフィルムの50倍以上に及んだ。撮影は1920年に終了したが、『キッド』はチャップリンの最初の妻ミルドレッド・ハリスとの離婚訴訟に巻き込まれた。離婚に関してはいったん和解が成立していたのだが、チャップリンと『キッド』の配給元であるファースト・ナショナル・ピクチャーズとの間で契約上のトラブルがあった（チャップリンが六巻物の劇映画として製作していたのに対し、ファースト・ナショナル社は二巻物の短編喜劇3本という扱いにして、チャップリンへの給与を削ろうとした）ため、離婚訴訟を利用して『キッド』の未編集フィルムを差し押さえてしまおうという企みがあった。チャップリンは差し押さえを避けるため、フィルムをコーヒーの缶につめてソルトレイクシティのホテル・ユタの一室へと逃れて編集作業を行った。その後、惨憺たる苦心の下で完成した『キッド』は、市場に出す前に親しい友人の早川雪洲らに試写してみせたという逸話も残している。

### スタッフ
出典：
- 製作・監督・脚本・編集・音楽 - チャールズ・チャップリン
- 撮影 - ローランド・トザロー（英語版）
- 美術 - チャールズ・D・ホール（英語版）

## 評価
2011年にアメリカ国立フィルム登録簿に登録された。

### ランキング
- 2018年 「史上最高のコメディー映画ベスト100」（米『ペースト』発表）33位[10]
- 2023年 「映画評論家が選ぶ史上最高の映画ベスト100」（米『タイム』発表、10年単位で選出）1920年代のベスト10内の1作[11]

## 翻案作品
- 『地獄船』 - 1922年の映画。脚本：伊藤大輔、監督：野村芳亭[12]
- 『下町のチビ太キッドの物語』（電子書籍版では『下町のチビ太キッド』と改題[13]） - 赤塚不二夫の漫画『おそ松くん』の1エピソードとして描かれた。チャップリンに似た衣装の男（赤塚不二夫の『モジャモジャおじちゃん』の主人公モジャモジャおじちゃん[14]を流用）が捨て子のチビ太を拾って育てるストーリー。「おそ松くん全集」第19巻（曙出版、1969年刊行）[15]、電子書籍版第20巻[13]所収。
  - 『チビ太のまぶたの母ザンス』 - 上述のエピソードのアニメ版。アニメ『おそ松くん』第2作第79話（1989年11月11日）[16]。チビ太の育ての親はデカパン[17]に変更され、ストーリーにも変更が加えられている。
- 『流星 (1999年の映画)（中国語版）』 - 1999年の香港映画。監督：ジェイコブ・チャン（英語版）（張之亮）[18]。本作を原案とする[19]。
- 『The Kid』 - 2015年の映画。脚本・監督：デヴィッド・スコット・ヘック[20]。チャップリンの『キッド』のリメイク作品[21][22]。

## 関連作品
- 『消えた声が、その名を呼ぶ』 - 2014年の映画。監督：ファティ・アキン。作中で、家族と引き離されて過酷な体験をした主人公が、流れ着いた先で『キッド』を観て笑い、泣くシーンがある[23]。